# Étrelles
Étrelles település Franciaországban, Ille-et-Vilaine megyében. Lakosainak száma 2670 fő (2022. január 1.). Étrelles Argentré-du-Plessis, Domalain, Pocé-les-Bois, Saint-Aubin-des-Landes, Torcé, Vergéal, Vitré és Erbrée községekkel határos.

## Népesség
A település népességének változása:
| Lakosok száma | 1251 | 1486 | 1809 | 2479 | 2577 | 2545 | 2543 | 2585 | 2610 | 2670 |
|               | 1968 | 1982 | 1990 | 2006 | 2013 | 2015 | 2017 | 2019 | 2020 | 2022 |